# Ájtte

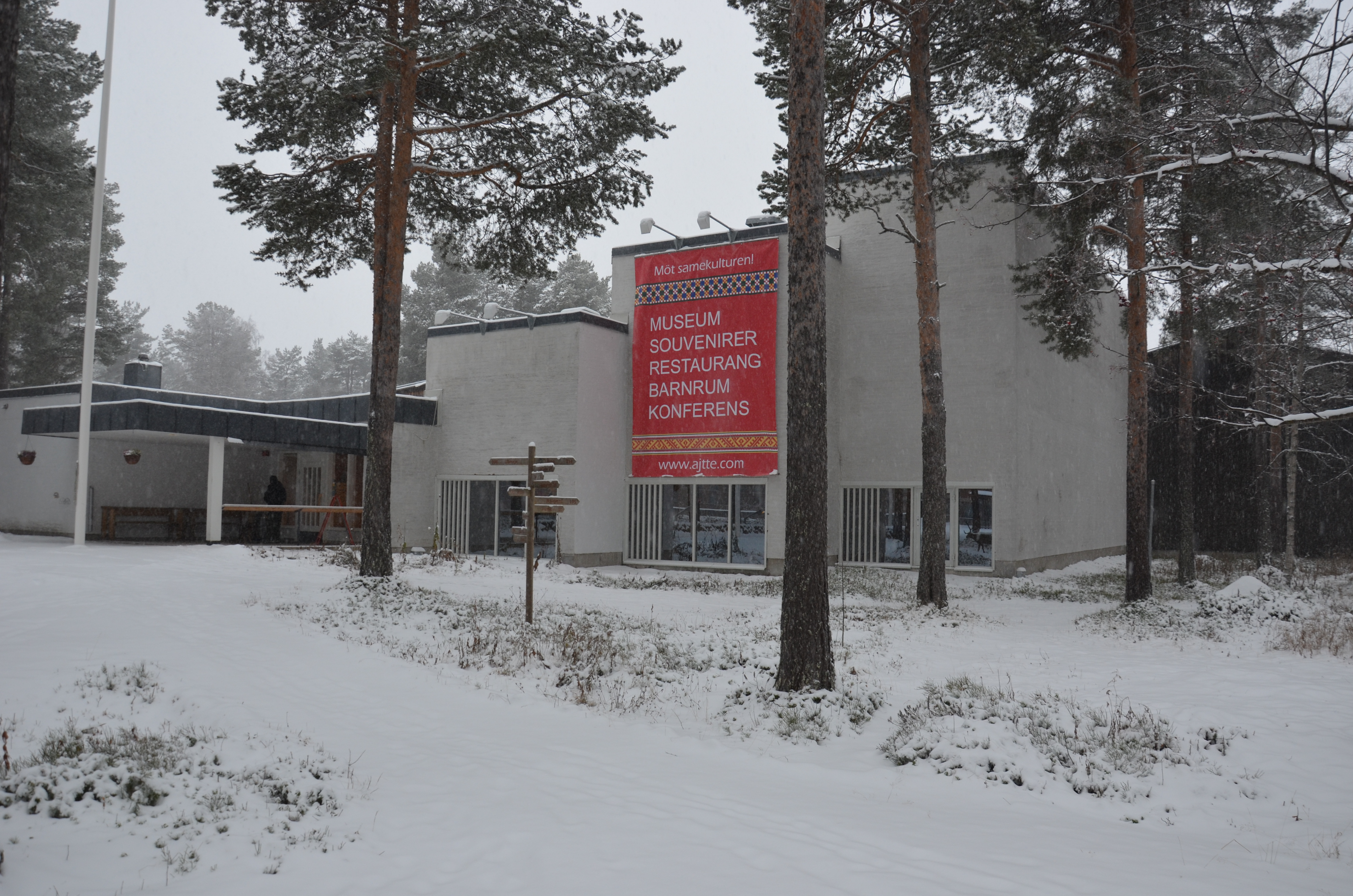
Sámi Ájtte Museum, Jokkmokk

Ájtte, Svenskt fjäll- och samemuseum heißt das Schwedische Fjäll- und Samemuseum in Jokkmokk.
Ájtte ist Hauptmuseum für die samische Kultur, Spezialmuseum für die Natur der skandinavischen Gebirgskette und ein Informationszentrum für Gebirgstouristen. Das Museum wurde am 15. Juni 1989 eröffnet.
Das Wort Ájtte kommt aus dem Lulesamischen und bedeutet Vorratsspeicher.